# Phantasialand
Phantasialand es un parque temático localizado en Brühl, en el estado federado alemán de Renania del Norte-Westfalia, que recibe aproximadamente dos millones de visitantes anualmente.
El parque abrió sus puertas en el año 1967, de la mano de Gottlieb Löffelhardt y Richard Schmidt.
Además del parque temático, en sus aledaños se encuentra el hotel de cuatro estrellas Ling Bao, abierto en el año 2004. Un segundo hotel, llamado Matamba, abrió en agosto de 2008.
Entre las principales atracciones del parque, destaca Colorado Adventure, diseñada por Schwarzkopf. En 2006 se estrenó la montaña rusa invertida Black Mamba, fabricada por Bolliger & Mabillard, y en 2016 se estrenaron Taron y Raik, dos montañas rusas.

## Áreas temáticas
| Nombre                  | Características | Apertura                 |
| ----------------------- | --- | ------------------------ |
| Berlín (con Rookburgh)  | Berlín con el estilo nostálgico de los años 20. Tiene un boulevard con una gran plaza (Kaiserplatz). Rookburgh es una zona industrial con diseño steampunk.  | 1970 (Rookburgh en 2020) |
| México                  | Plaza Mariachi rodeada de edificios típicos mexicanos, paisajes rocosos para Chiapas y con las culturas maya y azteca.                                       | 1973                     |
| China Town              | Jardines y edificios chinos tradicionales | 1981                     |
| Mystery (con Klugheim)  | Tematizado en la Europa medieval. Klugheim alberga un pueblo medieval con simbolismo nórdico en un ambiente místico y oscuro rodeado de montañas de basalto. | 1998 (Klugheim en 2016)  |
| Fantasy (con Wuze Town) | Mundo de fantasía y cuentos de hadas para niños | 2002                     |
| Deep in Africa          | Paisaje de la sabana y la selva tropical con edificios de adobe, típicas del África occidental                                                               | 2006                     |

## Atracciones

#### Berlín
- Bolles Flugschule
- Bolles Riesenrad
- Pferdekarussell
- Maus au Chocolat
- Wellenflug
- Das verrückte Hotel Tartüff

#### China Town
- Feng Ju Palace
- Geister Rikscha

#### Deep in Africa
- Black Mamba
- Djembe Musikschule

#### Fantasy
- Baumberger Irrgarten
- Bumper Klumpen
- Die fröhliche Bienchenjagd
- Hollywood Tour
- Der lustige Papagei
- Octowuzy
- Phenie's Mitsch-Matsch-Spaß
- Temple of the Night Hawk
- Tittle Tattle Tree
- Wakobato
- Winja's Fear
- Winja's Force
- Wirtl's Taubenturm
- Wolke's Luftpost
- Wözl's Duck Washer
- Wözl's Wassertreter
- Wupi's Wabi Wipper
- Würmling Express

#### México
- Chiapas - DIE Wasserbahn
- Colorado Adventure
- Talocan
- Tikal

#### Mystery
- Mystery Castle
- Raik
- River Quest
- Taron

#### Rookburgh
- F.L.Y.

### Montañas rusas
| Montaña Rusa         | Foto | Área           | Manufacturadora      | Tipo                                                                         | Apertura |
| -------------------- | ---- | -------------- | -------------------- | ---------------------------------------------------------------------------- | -------- |
| Black Mamba          |      | Deep in Africa | Bolliger & Mabillard | Montaña rusa invertida                                                       | 2006     |
| Colorado Adventure   |      | México         | Vekoma               | Tren minero                                                                  | 1996     |
| Winja's Fear & Force |      | Wuze Town      | Maurer Söhne         | Montaña rusa giratoria en formato duelling                                   | 2002     |
| Raik                 |      | Klugheim       | Vekoma               | Boomerang familiar de acero                                                  | 2016     |
| Taron                |      | Klugheim       | Intamin AG           | Multilaunch (multilanzamiento) coaster de acero                              | 2016     |
| Crazy Bats           |      | Fantasy        | Vekoma               | Montaña rusa indoor de acero con experiencia Realidad Virtual adicional      | 1988     |
| F.L.Y.               |      | Rookburgh      | Vekoma               | Primera flying launch coaster (montaña rusa voladora con 2 lanzamientos LSM) | 2020     |

#### Atracciones acuáticas
| Nombre              | Foto | Área    | Manufacturadora    | Tipo          | Apertura |
| ------------------- | ---- | ------- | ------------------ | ------------- | -------- |
| Chiapas             |      | México  | Intamin AG         | Long flume    | 2014     |
| River Quest         |      | Mystery | Hafema             | Rápidos       | 2002     |
| Wakobato            |      | Fantasy | Preston & Barbieri | Splash battle | 2009     |
| Wözl's Wassertreter |      | Fantasy | —                  | Hidropedal    | 2004     |

#### Dark rides
| Nombre           | Foto | Área       | Manufacturadora/s                             | Tipo                     | Apertura |
| ---------------- | ---- | ---------- | --------------------------------------------- | ------------------------ | -------- |
| Geister Rikscha  |      | China Town | Schwarzkopf (tecnología) & Heimo (decoración) | Tren fantasma            | 1981     |
| Hollywood Tour   |      | Fantasy    | Intamin AG                                    | Dark water ride          | 1990     |
| Maus au Chocolat |      | Berlin     | ETF Ride Systems & Alterface                  | Atracción 3D interactiva | 2011     |

#### Otras atracciones
| Nombre                      | Foto | Área       | Manufacturadora/s       | Tipo                         | Apertura |
| --------------------------- | ---- | ---------- | ----------------------- | ---------------------------- | -------- |
| Das verrückte Hotel Tartüff |      | Berlin     | Hoffman                 | Funhouse                     | 2012     |
| Feng Ju Palace              |      | China Town | Vekoma                  | Funhouse                     | 2002     |
| Mystery Castle              |      | Mystery    | Ride Trade & Intamin AG | Torre de caída               | 1998     |
| Talocan                     |      | México     | Huss Rides              | Suspended Top Spin           | 2007     |
| Tikal                       |      | México     | Zierer                  | Double Freefal Familly Tower | 2011     |
| Würmling Express            |      | Fantasy    | Preston & Barbieri      | Mini monorail                | 2010     |